# نينا ماي فولر
نينا ماي فولر (بالإنجليزية: Nina Mae Fowler)‏ هي فنانة بريطانية، ولدت في 1981.